# Nicholas Green
Pour les articles homonymes, voir Green.
Nicholas Green est un rameur australien né le 4 octobre 1967 à Melbourne.

## Carrière
Nicholas Green participe aux Jeux olympiques d'été de 1992 à Barcelone en quatre sans barreur et remporte le titre olympique avec ses coéquipiers Andrew Cooper, Mike McKay et James Tomkins. Quatre ans plus tard, lors des Jeux olympiques d'été de 1996 à Atlanta, il remporte à nouveau le titre olympique en quatre sans barreur en compagnie de Drew Ginn, Mike McKay et James Tomkins.

## Palmarès
Jeux olympiques d'été
- Médaille d'or des Jeux olympiques de 1992 à Barcelone,  Espagne
- Médaille d'or des Jeux olympiques de 1996 à Atlanta,  États-Unis

Championnats du monde d'aviron
- Médaille d'or du quatre sans barreur des Championnats du monde 1990 en Tasmanie,  Australie
- Médaille d'or du deux sans barreur des Championnats du monde 1991 à Vienne,  Autriche
- Médaille d'or du deux barré des Championnats du monde 1998 à Cologne,  Allemagne
- Médaille d'or du quatre barré des Championnats du monde 1998 à Cologne,  Allemagne